# Cociente de eficiencia
El  cociente de eficiencia (CE), es un indicador que se utiliza en el ámbito de la psicología para medir la eficiencia intelectual que posee un ser humano adulto.
El cociente se calcula al dividir la puntuación que un determinado adulto de cualquier edad obtiene en la escala de inteligencia de Weschler-Bellevue, por la puntuación media de las obtenidas en la misma escala por una persona que se encuentra en el grupo con edades entre veinte y veinticuatro años. Para medir eficiencia se elige como grupo de referencia el grupo de 20 a 24, ya que los estudios han determinado que este grupo es que presenta el máximo desarrollo intelectual.